# Canal+ Action
Canal+ Action is een sport- en filmzender van M7 Group (eigendom van Canal+ Group), met uitzendingen in Nederland, Tsjechië, Slowakije, Oostenrijk en Hongarije. 
De zender is een streamingdienst en richt zich voornamelijk op actiefilms. De meeste producties zijn Europees. Daarnaast komen sporten aan bod als de Premier Padel Tour en de Franse Top 14 Rugby.